# Товстоліс Микола Миколайович
Товстоліс Микола Миколайович (* 21 березня1872, Андроники, сучасний Корюківський район — † 16 червня 1938, Київ) - член Державного Сенату Української Держави (1918), професор.
1895 року закінчив юридичний факультет Київського університету, стипендіат кафедри цивільного права.
1898 рік — приват-доцент Комерційного інституту Вільна, з 1901 року — член Віленського окружного суду.
В 1911–1915 роках — професор кафедри цивільного права Вищих жіночих курсів у Петербурзі.
1917 — сенатор Російського Сенату по цивільному департаменту.
Підготував підручник по праву, котрий витримав ряд перевидань.
Після Жовтневого перевороту вертається до України, читав лекції в Київському юридичному інституті.
За гетьмана Павла Скоропадського — Державного Сенату; у 1920-их pp. професор Київського інституту народного господарства, співробітник Комісії звичаєвого права при ВУАН.
Праці з історії українського права та про окремі інститути звичаєвого права: «Розуміння застави в звичаєвому праві України» (1926), «Нарис спадково-правних стосунків с. Прохорів» (1928) та ін.
Згідно однієї версії, 1934 року засланий. Згідно іншої — 1938 року заарештований за намисленим звинуваченням у контрреволюційній діяльності, помер у Лук'янівській в'язниці.